# Scream (песма Сергеја Лазарева)
Scream (срп. Врисак) песма је руског певача Сергеја Лазарева. Представљала је Русију на Евровизији 2019. у Тел Авиву, у Израелу. Изведена је у другом полуфиналу 16. маја и пласирала се у финале, где је завршила на треће место са 370 поена.

## Евровизија
Песма је представљала Русију на Евровизији 2019. године, након што је Сергеј Лазарев интерно одабаран од стране руског емитера. Дана 28. јануара 2019. године, одржан је посебан жреб који је све државе уврстио у једно од два полуфинална такмичења. Одређено је и у коју половину емисије би наступали. Русија је пласирана у друго полуфинале, које се одржало 16. маја 2019. године, и требало је да наступи у другој половини емисије. Када су објављене све конкурентске песме за такмичење 2019, редослед наступања за полуфинале одлучили су продуценти емисије, а не други жреб, тако да сличне песме нису извођене једна после друге. Русија је наступила на позицији 13 и успешно се пласирала у финале. У финалу је наступила на позицији пет и завршила је на трећем месту са 369 поена.

## Списак песама
| №  | Назив | Трајање |  |
| 1. |       | 2:58    |  |